# Adalbert Merx
Ernst Otto Adalbert Merx, född den 2 november 1838 i Bleicherode, död den 6 augusti 1909 i Heidelberg, var en tysk protestantisk teolog och orientalist. Han var dotterson till teologen och historikern Johann Gottfried Hoche.

## Biografi
Merx blev privatdocent i Jena 1865, extra ordinarie teologie professor där 1869, ordinarie professor samma år i semitiska språk i Tübingen, 1873 i Gamla testamentets exegetik i Giessen och 1875 i Heidelberg. Han var en av sin tids mest framstående syriologer och talade bland annat vid den stora orientalistkongressen i Stockholm och Kristiania i september 1889.
Bland hans skrifter kan nämnas Cur in libro Danielis juxta hebræum aramæa adhibita sit dialectus explicatur (1865), Grammatica syriaca (1867–70), Vocabulary of the Thigre Language (1868), Das Gedicht von Hiob (1871) och Die Saadjanische Übersetzung des Hohen Liedes ins Arabische (1882). 
Av stor betydelse är hans från 1897 utgivna Die vier kanonischen Evangelien nach ihrem ältesten bekannten Texte. Uebersetzung und Erläuterung der Syrischen im Sinaikloster gefundenen Palimpsesthandschrift. (Det sista bandet, Johannesevangeliet, utkom först 1911, efter Merx död.)

## Eftermäle
Asteroiderna 330 Adalberta och 808 Merxia är uppkallade efter honom.